# Lignano Sabbiadoro
Lignano Sabbiadoro är en ort och kommun i regionen Friuli-Venezia Giulia i Italien och tillhörde tidigare även provinsen Udine som upphörde 2018. Kommunen hade 6 885 invånare (2018).